# Ridgeback

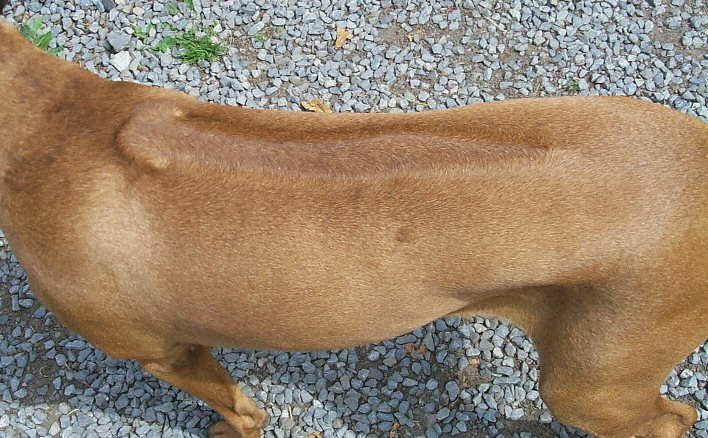
Ridge beim Rhodesian Ridgeback

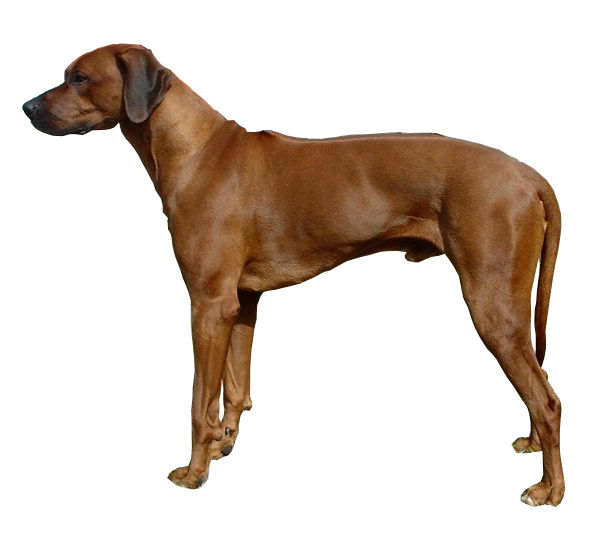
Rhodesian Ridgeback

Ridgeback ist beim Haushund die Bezeichnung für eine Rasse, die einen in der Mitte des Rückens verlaufenden Fellstreifen („Ridge“) aufweist, dessen Wachstumsrichtung (Strich) entgegen derjenigen des umgebenden Fells verläuft. Nach diesem Merkmal sind drei Hunderassen benannt:
- Rhodesian Ridgeback
- Thai Ridgeback
- Phu Quoc Ridgeback

Medizinisch handelt es sich beim Ridge um eine milde Form der Spina bifida (offener Rücken), die eine Prädisposition für einen Dermalsinus darstellt. Daraus können sich Komplikationen ergeben, da sich Hautinfektionen entlang des Sinus bis ins Rückenmark ausbreiten können.